# 中台禅寺

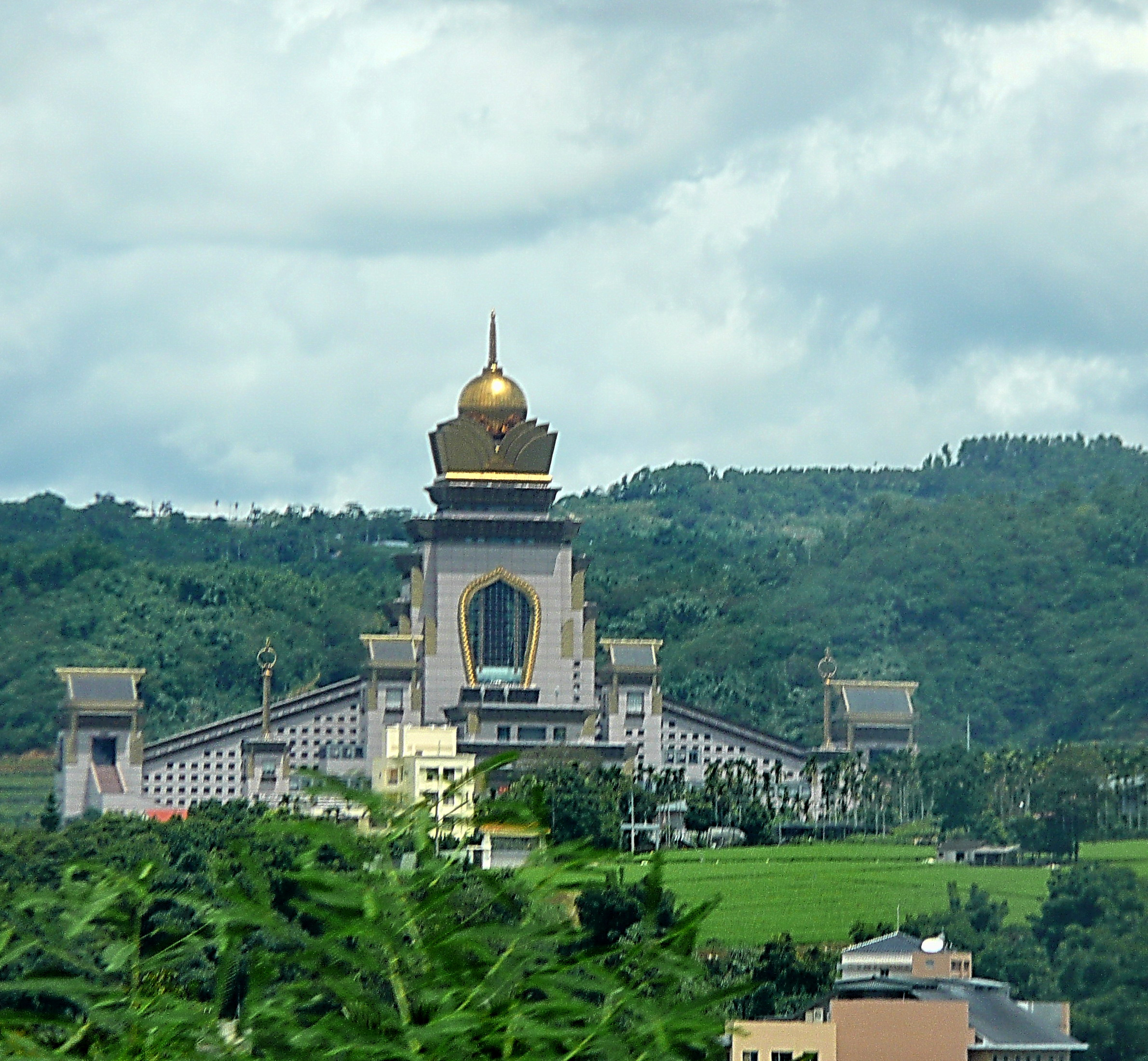
中台禅寺

中台禅寺は、中華民国台湾にある仏教寺院。民国90年（2001年）に台湾南投県埔里鎮に建立された。

## 歴史
民国83年（1994年）西康省営山県出身の釈惟覚により着工され、民国90年（2001年）9月1日に竣工した。

## 建築
- 大雄寶殿：釈迦仏
- 四天王殿：弥勒菩薩、韋駄天、十八羅漢
- 大莊嚴殿：盧舎那仏
- 大光明殿：毘盧遮那仏、大智文殊菩薩、大行普賢菩薩
- 万仏殿：薬師七重仏塔
- 金頂
- 講堂
- 知客室
- 禅堂
- 大寮
- 斎堂

## 附属機構
- 普台小学校
- 普台高等学校
- 中泰世界博物館

## 海外分院
- 宝林禅寺
- 海天禅寺
- 普広精舍（香港）
- 泰仏寺
- 普東禅寺（日本）
- 華義寺
- 太谷精舍
- 仏門寺
- 中洲禅寺
- 仏心寺
- 法宝寺

## 国宝
- 自在觀音坐像：宋代中後期（12-13世紀）、木上漆
- 菩薩坐像：遼代（916年-1125年）、木上彩
- 張武拓等造佛像碑：唐代貞觀六年（632年）、石灰岩
- 犍陀羅菩薩立像：3-4世紀、片岩
- 仏立像：北齊-隋代（550年-618年）、漢白玉
- 仏坐像：北魏（386年-534年）、青銅
- 犍陀羅仏立像：6-7世紀、青銅
- 五髻文殊菩薩坐像：遼代（916年-1125年）、銅鎏金
- 趙孟頫(傳、待考證)『駿馬圖卷』：元代（1271年-1368年）、絹本設色、29.5x229 cm